# American Idol (mùa 5)
"AI5", "American Idol 5" được chuyển hướng đến bài viết này. Xin xem thêm: AI-5.
Mùa thi thứ năm của loạt chương trình American Idol bắt đầu phát sóng từ ngày 17 tháng 1 và kết thúc ngày 24 tháng 5, năm 2006. Hội đồng giám khảo bao gồm những gương mặt cũ của bốn mùa thi trước: Randy Jackson, Paula Abdul và Simon Cowell, cùng với người dẫn chương trình quen thuộc Ryan Seacrest. Đây được đánh giá là mùa thi thành công nhất đến thời điểm hiện tại với tần suất khán giả đón xem cao nhất và 17 thí sinh (trong số đó có 9 thí sinh chung kết) có chỗ đứng riêng trong nền âm nhạc đương đại với các hợp đồng được ký kết với các hãng thu âm lớn. Nhà vô địch American Idol là thí sinh (Taylor Hicks) và người về nhì là thí sinh (Katharine McPhee). Ngoài ra, đây cũng là mùa thi đầu tiên phát sóng dưới dạng truyền hình độ nét cao.

## Vòng thử giọng
Vòng thử giọng được tổ chức tại bảy thành phố lớn từ đầu mùa thu 2005, đó là:
- Chicago, Illinois
- Denver, Colorado
- Greensboro, Bắc Carolina
- San Francisco, California
- Las Vegas, Nevada
- Austin, Texas (sau đó chuyển về San Francisco vì cơn bão Katrina)[1]
- Foxborough, Massachusetts (Greater Boston)

Không như mùa thi 4, vòng thử giọng không mời bất kì nghệ sĩ uy tín nào làm giám khảo khách mời.

## Thứ tự bị loại
| Vòng:     | Vòng:              | Bán kết | Bán kết | Bán kết | Chung kết | Chung kết | Chung kết | Chung kết | Chung kết | Chung kết | Chung kết | Chung kết | Chung kết | Chung kết | Chung kết   |  |  |  |  |  |  |  |  |  |  |  |  |  |  |  |  |  |  |  |  |  |  |  |  |  |  |  |  |  |  |  |  |  |  |  |  |  |  |  |  |  |  |  |  |  |  |  |  |
| Tuần thi: | Tuần thi:          | 23/02   | 02/03   | 09/03   | 15/03     | 22/03     | 29/03     | 05/04     | 12/04     | 19/04     | 26/04     | 03/05     | 10/05     | 17/05     | 24/05       |  |  |  |  |  |  |  |  |  |  |  |  |  |  |  |  |  |  |  |  |  |  |  |  |  |  |  |  |  |  |  |  |  |  |  |  |  |  |  |  |  |  |  |  |  |  |  |  |
| STT       | Thí sinh           | Kết quả | Kết quả | Kết quả | Kết quả   | Kết quả   | Kết quả   | Kết quả   | Kết quả   | Kết quả   | Kết quả   | Kết quả   | Kết quả   | Kết quả   | Kết quả     |  |  |  |  |  |  |  |  |  |  |  |  |  |  |  |  |  |  |  |  |  |  |  |  |  |  |  |  |  |  |  |  |  |  |  |  |  |  |  |  |  |  |  |  |  |  |  |  |
| 1         | Taylor Hicks       |         |         |         |           |           |           |           |           |           |           |           |           |           | Chiến thắng |  |  |  |  |  |  |  |  |  |  |  |  |  |  |  |  |  |  |  |  |  |  |  |  |  |  |  |  |  |  |  |  |  |  |  |  |  |  |  |  |  |  |  |  |  |  |  |  |
| 2         | Katharine McPhee   |         |         |         |           |           | At 2      |           |           |           | Top 2     |           | At 1      |           | Về nhì      |  |  |  |  |  |  |  |  |  |  |  |  |  |  |  |  |  |  |  |  |  |  |  |  |  |  |  |  |  |  |  |  |  |  |  |  |  |  |  |  |  |  |  |  |  |  |  |  |
| 3         | Elliott Yamin      |         |         |         |           |           |           | At 2      | At 1      |           |           | At 1      |           | Loại      |             |  |  |  |  |  |  |  |  |  |  |  |  |  |  |  |  |  |  |  |  |  |  |  |  |  |  |  |  |  |  |  |  |  |  |  |  |  |  |  |  |  |  |  |  |  |  |  |  |
| 4         | Chris Daughtry     |         |         |         |           |           |           |           |           | At 2      | Top 2     |           | Loại      |           |             |  |  |  |  |  |  |  |  |  |  |  |  |  |  |  |  |  |  |  |  |  |  |  |  |  |  |  |  |  |  |  |  |  |  |  |  |  |  |  |  |  |  |  |  |  |  |  |  |
| 5         | Paris Bennett      |         |         |         |           |           |           | At 1      |           | At 1      | At 1      | Loại      |           |           |             |  |  |  |  |  |  |  |  |  |  |  |  |  |  |  |  |  |  |  |  |  |  |  |  |  |  |  |  |  |  |  |  |  |  |  |  |  |  |  |  |  |  |  |  |  |  |  |  |
| 6         | Kellie Pickler     |         |         |         |           |           |           |           |           |           | Loại      |           |           |           |             |  |  |  |  |  |  |  |  |  |  |  |  |  |  |  |  |  |  |  |  |  |  |  |  |  |  |  |  |  |  |  |  |  |  |  |  |  |  |  |  |  |  |  |  |  |  |  |  |
| 7         | Ace Young          |         |         |         | At 1      |           | At 1      |           | At 1      | Loại      |           |           |           |           |             |  |  |  |  |  |  |  |  |  |  |  |  |  |  |  |  |  |  |  |  |  |  |  |  |  |  |  |  |  |  |  |  |  |  |  |  |  |  |  |  |  |  |  |  |  |  |  |  |
| 8         | Bucky Covington    |         |         |         |           | At 2      |           |           | Loại      |           |           |           |           |           |             |  |  |  |  |  |  |  |  |  |  |  |  |  |  |  |  |  |  |  |  |  |  |  |  |  |  |  |  |  |  |  |  |  |  |  |  |  |  |  |  |  |  |  |  |  |  |  |  |
| 9         | Mandisa            |         |         |         |           |           |           | Loại      |           |           |           |           |           |           |             |  |  |  |  |  |  |  |  |  |  |  |  |  |  |  |  |  |  |  |  |  |  |  |  |  |  |  |  |  |  |  |  |  |  |  |  |  |  |  |  |  |  |  |  |  |  |  |  |
| 10        | Lisa Tucker        |         |         |         | At 2      | At 1      | Loại      |           |           |           |           |           |           |           |             |  |  |  |  |  |  |  |  |  |  |  |  |  |  |  |  |  |  |  |  |  |  |  |  |  |  |  |  |  |  |  |  |  |  |  |  |  |  |  |  |  |  |  |  |  |  |  |  |
| 11        | Kevin Covais       |         | At 1    |         |           | Loại      |           |           |           |           |           |           |           |           |             |  |  |  |  |  |  |  |  |  |  |  |  |  |  |  |  |  |  |  |  |  |  |  |  |  |  |  |  |  |  |  |  |  |  |  |  |  |  |  |  |  |  |  |  |  |  |  |  |
| 12        | Melissa McGhee     |         |         |         | Loại      |           |           |           |           |           |           |           |           |           |             |  |  |  |  |  |  |  |  |  |  |  |  |  |  |  |  |  |  |  |  |  |  |  |  |  |  |  |  |  |  |  |  |  |  |  |  |  |  |  |  |  |  |  |  |  |  |  |  |
| 13-16     | Gedeon McKinney    |         |         | Loại    |           |           |           |           |           |           |           |           |           |           |             |  |  |  |  |  |  |  |  |  |  |  |  |  |  |  |  |  |  |  |  |  |  |  |  |  |  |  |  |  |  |  |  |  |  |  |  |  |  |  |  |  |  |  |  |  |  |  |  |
| 13-16     | Ayla Brown         |         |         | Loại    |           |           |           |           |           |           |           |           |           |           |             |  |  |  |  |  |  |  |  |  |  |  |  |  |  |  |  |  |  |  |  |  |  |  |  |  |  |  |  |  |  |  |  |  |  |  |  |  |  |  |  |  |  |  |  |  |  |  |  |
| 13-16     | Will Makar         |         |         | Loại    |           |           |           |           |           |           |           |           |           |           |             |  |  |  |  |  |  |  |  |  |  |  |  |  |  |  |  |  |  |  |  |  |  |  |  |  |  |  |  |  |  |  |  |  |  |  |  |  |  |  |  |  |  |  |  |  |  |  |  |
| 13-16     | Kinnik Sky         |         | At 1    | Loại    |           |           |           |           |           |           |           |           |           |           |             |  |  |  |  |  |  |  |  |  |  |  |  |  |  |  |  |  |  |  |  |  |  |  |  |  |  |  |  |  |  |  |  |  |  |  |  |  |  |  |  |  |  |  |  |  |  |  |  |
| 17-20     | José "Sway" Penala |         | Loại    |         |           |           |           |           |           |           |           |           |           |           |             |  |  |  |  |  |  |  |  |  |  |  |  |  |  |  |  |  |  |  |  |  |  |  |  |  |  |  |  |  |  |  |  |  |  |  |  |  |  |  |  |  |  |  |  |  |  |  |  |
| 17-20     | David Radford      |         | Loại    |         |           |           |           |           |           |           |           |           |           |           |             |  |  |  |  |  |  |  |  |  |  |  |  |  |  |  |  |  |  |  |  |  |  |  |  |  |  |  |  |  |  |  |  |  |  |  |  |  |  |  |  |  |  |  |  |  |  |  |  |
| 17-20     | Heather Cox        |         | Loại    |         |           |           |           |           |           |           |           |           |           |           |             |  |  |  |  |  |  |  |  |  |  |  |  |  |  |  |  |  |  |  |  |  |  |  |  |  |  |  |  |  |  |  |  |  |  |  |  |  |  |  |  |  |  |  |  |  |  |  |  |
| 17-20     | Brenna Gethers     |         | Loại    |         |           |           |           |           |           |           |           |           |           |           |             |  |  |  |  |  |  |  |  |  |  |  |  |  |  |  |  |  |  |  |  |  |  |  |  |  |  |  |  |  |  |  |  |  |  |  |  |  |  |  |  |  |  |  |  |  |  |  |  |
| 21-24     | Patrick Hall       | Loại    |         |         |           |           |           |           |           |           |           |           |           |           |             |  |  |  |  |  |  |  |  |  |  |  |  |  |  |  |  |  |  |  |  |  |  |  |  |  |  |  |  |  |  |  |  |  |  |  |  |  |  |  |  |  |  |  |  |  |  |  |  |
| 21-24     | Stevie Scott       | Loại    |         |         |           |           |           |           |           |           |           |           |           |           |             |  |  |  |  |  |  |  |  |  |  |  |  |  |  |  |  |  |  |  |  |  |  |  |  |  |  |  |  |  |  |  |  |  |  |  |  |  |  |  |  |  |  |  |  |  |  |  |  |
| 21-24     | Bobby Bennett      | Loại    |         |         |           |           |           |           |           |           |           |           |           |           |             |  |  |  |  |  |  |  |  |  |  |  |  |  |  |  |  |  |  |  |  |  |  |  |  |  |  |  |  |  |  |  |  |  |  |  |  |  |  |  |  |  |  |  |  |  |  |  |  |
| 21-24     | Becky O'Donohue    | Loại    |         |         |           |           |           |           |           |           |           |           |           |           |             |  |  |  |  |  |  |  |  |  |  |  |  |  |  |  |  |  |  |  |  |  |  |  |  |  |  |  |  |  |  |  |  |  |  |  |  |  |  |  |  |  |  |  |  |  |  |  |  |

## Sản phẩm âm nhạc

### Đĩa tổng hợp
| Thông tin | Tải nhạc số |
| --- | --- |
| Encores - Phát hành: 23 tháng 5 năm 2006 - Nhãn đĩa: RCA Records - Chart Positions: - #3 (US) - RIAA Certification: - Gold - U.S. sales: - 311,946 | Alphabetical order by song title - "Father Figure" (#108 US) - "Midnight Train to Georgia" (#52 US Pop) - "Moody's Mood for Love" (#73 US Pop, #76 US Digital) - "Takin' It to the Streets" (#69 US, #42 US Digital) - "Think" (#121 US, #90 US Pop) - "Wanted Dead or Alive" (#43 US, #11 US Digital, #37 US Pop) |

### Đĩa đơn
| Nghệ sĩ          | Thông tin |
| ---------------- | --- |
| Taylor Hicks     | "Do I Make You Proud/Takin' It to the Streets" - Phát hành: 13 tháng 6 năm 2006 - Nhãn đĩa: Sony BMG - Chart Positions: (2006): #1 (US), #1 (Canada) - RIAA Certification: Gold - U.S. sales: 658,000 (physical sales), 86,000 (digital sales)                                                                             |
| Katharine McPhee | "Somewhere Over the Rainbow/My Destiny" - Phát hành: 21 tháng 6 năm 2006 - Nhãn đĩa: Sony BMG - Chart Positions: #2 (US Hot Single Sales), #6 (Canada) - "Somewhere Over the Rainbow:" #12 (US) - "My Destiny:" #60 (US) - RIAA Certification: Uncertified - U.S. sales: 150,000 (physical sales), 210,000 (digital sales) |
| Kellie Pickler   | "Red High Heels" - Phát hành: 25 tháng 9 năm 2006 - Nhãn đĩa: BNA Records - Chart Positions: (2006): #15 (US Country), #64 (US), #67 (US Pop) - RIAA Certification: Gold - U.S. sales: 500,000 |
| Daughtry         | "It's Not Over" - Phát hành: 21 tháng 11 năm 2006 - Nhãn đĩa: RCA Records - Chart Positions: #4 (US), #3 (US Pop), #2 (Digital), #1 (Adult Top 40), #18 (Adult Contemporary) - RIAA Certification: Platinum - U.S. sales: 3.276.000                                                                                        |
| Bucky Covington  | "A Different World" - Phát hành: 16 tháng 1 năm 2007 - Nhãn đĩa: Lyric Street Records - Chart Positions: #58 (US), #6 (US Country), #68 (US Pop), #64 (US Digital) - RIAA Certification: Uncertified - U.S. sales: 168,000                                                                                                 |
| Katharine McPhee | "Over It" - Phát hành: 30 tháng 1 năm 2007 - Nhãn đĩa: RCA Records - Chart Positions: #29 (US), #25 (Canada), #21 (US Pop), #18 (US Digital songs) - RIAA Certification: Gold - U.S. sales: 522,000 |
| Taylor Hicks     | "Just to Feel That Way" - Phát hành: 5 tháng 2 năm 2007 - Nhãn đĩa: Arista Records - Chart Positions: #20 (US Adult Contemporary) - RIAA Certification: Uncertified - U.S. sales: 10,000 |
| Kellie Pickler   | "I Wonder" - Phát hành: 5 tháng 2 năm 2007 - Nhãn đĩa: BNA Records - Chart Positions: #75 (US), #14 (US Country) - RIAA Certification: Uncertified - U.S. sales: 198,000 |
| Elliott Yamin    | "Wait for You" - Phát hành: March, 2007 - Nhãn đĩa: RED Distribution - Chart Positions: #13 (US), #5 (US Pop), #20 (Digital) #4 (pop airplay), #4 (Adult Contemporary), #13 (Adult Top 40) - RIAA Certification: Platinum - U.S. sales: 836,000 (vào 12/30/2007)                                                           |
| Daughtry         | "Home" - Phát hành: 10 tháng 4 năm 2007 - Nhãn đĩa: RCA Records - Chart Positions: #5 (US), #7 (US Pop), #4 (Digital), #1 (Adult Top 40), #1 (Adult Contemporary), #12 (Hot Christian Songs) - RIAA Certification: Platinum - U.S. sales: 1.320.000                                                                        |
| Daughtry         | "What I Want" - Phát hành: 23 tháng 4 năm 2007 - Nhãn đĩa: RCA Records - Chart Positions: #6 (Mainstream Rock) - RIAA Certification: Uncertified - U.S. sales: 41,000+ |
| Katharine McPhee | "Love Story" - Phát hành: 7 tháng 6 năm 2007 - Nhãn đĩa: RCA Records - Chart Positions: - RIAA Certification: Uncertified - U.S. sales: 36,000+ |
| Mandisa          | "Only the World" - Phát hành: 22 tháng 5 năm 2007 - Nhãn đĩa: Sparrow Records - Chart Positions: #1 (US Single Sales), #7 (Hot Christian Songs), #5 (Christian AC) - RIAA Certification: Uncertified - U.S. sales: 12,000                                                                                                  |
| Taylor Hicks     | "Heaven Knows" - Phát hành: 28 tháng 5 năm 2007 - Nhãn đĩa: Arista Records - Chart Positions: #19 (US Adult Contemporary) - RIAA Certification: Uncertified - U.S. sales: 11,000 |
| Daughtry         | "Over You" - Phát hành: 17 tháng 7 năm 2007 - Nhãn đĩa: RCA Records - Chart Positions: #18 (US), #14 (US Pop), #21 (US Digital), #3 (Adult Top 40), #16 (Adult Contemporary) - RIAA Certification: Platinum - U.S. sales: 1.044.430                                                                                        |
| Kellie Pickler   | "Things That Never Cross a Man's Mind" - Phát hành: September, 2007 - Nhãn đĩa: Sony BMG - Chart Positions: #16 (US Country), #102 (US) - RIAA Certification: Uncertified - U.S. sales: TBD |
| Bucky Covington  | "It's Good to Be Us" - Phát hành: September, 2007 - Nhãn đĩa: Lyric Street Records - Chart Positions: #17 (US Country), #102 (US) - RIAA Certification: Uncertified - U.S. sales: TBD |
| Daughtry         | "Crashed" - Phát hành: 5 tháng 9 năm 2007 - Nhãn đĩa: RCA Records - Chart Positions: #24 (Mainstream Rock) - RIAA Certification: Uncertified - U.S. sales: Unknown |
| Mandisa          | "God Speaking" - Phát hành: 22 tháng 10 năm 2007 - Nhãn đĩa: Sparrow Records - Chart Positions: #26 (Hot Christian Songs), #18 (Christian AC) - RIAA Certification: Uncertified - U.S. sales: TBD |
| Daughtry         | "Feels Like Tonight" - Phát hành: 8 tháng 1 năm 2008 - Nhãn đĩa: RCA Records - Chart Positions: #24 (US), #17 (US Pop), #1 (Adult Top 40), #5 (Adult Contemporary) - RIAA Certification: Uncertified - U.S. sales: 540,000                                                                                                 |
| Daughtry         | "What About Now" - Phát hành: 1 tháng 7 năm 2008 - Nhãn đĩa: Arista Records - Chart Positions: #18 (US), #21 (US Pop), #3 (Adult Top 40), #29 (Adult Contemporary) - RIAA Certification: Uncertified - U.S. sales: 579,000                                                                                                 |
| Daughtry         | "No Surprise" - Phát hành: 5 tháng 5 năm 2009 - Nhãn đĩa: Arista Records - Chart Positions: #15 (US), #18 (US Pop), #19 (Adult Top 40), #10 (Adult Contemporary) - RIAA Certification: TBA - U.S. sales: 410,000 |

### Album
| Nghệ sĩ          | Thông tin |
| ---------------- | --- |
| Chris Daughtry   | Daughtry - Phát hành: 21 tháng 11 năm 2006 - Nhãn đĩa: RCA Records - Chart Positions: #1 (US), #1 (Rock), #1 (Digital), #1 (Comprehensive), #1 (Internet) - RIAA Certification: 4x Platinum - U.S. sales: 4.270.000 - UK sales: 2.900.000  |
| Kellie Pickler   | Small Town Girl - Phát hành: 31 tháng 10 năm 2006 - Nhãn đĩa: BNA Records - Chart Positions: #1 (US Top Country), #9 (Billboard 200), #12 (Canada Top Country Albums) - RIAA Certification: Gold - U.S. sales: 817,000                     |
| Taylor Hicks     | Taylor Hicks - Phát hành: 12 tháng 12 năm 2006 - Nhãn đĩa: Arista Records - Chart Positions: #2 (US Billboard 200), #43 (Canada) - RIAA Certification: Platinum - U.S. sales: 702,000                                                      |
| Elliott Yamin    | Elliott Yamin - Phát hành: 20 tháng 3 năm 2007 - Nhãn đĩa: Hickory Records Sony RED Distribution - Chart Positions: #3 (Billboard 200), #1 (Top Independent Albums), #11 (Top R&B albums) - RIAA Certification: Gold - U.S. sales: 518,000 |
| Bucky Covington  | Bucky Covington - Phát hành: 17 tháng 4 năm 2007 - Nhãn đĩa: Lyric Street Records Hollywood Records - Chart Positions: #4 (Billboard 200), #1 (US Top Country) - RIAA Certification: Uncertified - U.S. sales: 374,000                     |
| Katharine McPhee | Katharine McPhee - Phát hành: 30 tháng 1 năm 2007 - Nhãn đĩa: RCA Records - Chart Positions: #2 (US Billboard 200), #23 (Canada) - RIAA Certification: Uncertified - U.S. sales: 373,000                                                   |
| Mandisa          | True Beauty - Phát hành: 31 tháng 7 năm 2007 - Nhãn đĩa: Sparrow Records - Chart Positions: #43 (Billboard 200), #1 (Hot Christian Albums) - RIAA Certification: Uncertified - U.S. sales: 155,000                                         |
| Chris Daughtry   | Leave This Town - Phát hành: 14 tháng 7 năm 2009 - Nhãn đĩa: RCA Records - Chart Positions: #1 (US Billboard 200), #1 (Rock) - RIAA Certification: - U.S. sales: 269,000                                                                   |

## Sản phẩm âm nhạc
| Nghệ sĩ                    | Thông tin |
| -------------------------- | --- |
| Bobby "Bluu Suede" Bullard | The Bluu Suede Project - Phát hành: 2007 - Nhãn đĩa: Stres Entertainment Inc. |
| Ayla Brown                 | Forward (LP) - Phát hành: 17 tháng 10 năm 2006 - Nhãn đĩa: Double Deal Brand Records Lưu trữ ngày 10 tháng 10 năm 2007 tại Wayback Machine - U.S. sales: 3,200                                                          |
| Paris Bennett              | Princess P (LP) - Phát hành: 8 tháng 5 năm 2007 - Nhãn đĩa: 306 Entertainment - U.S. sales: 22,000 |
| Ace Young                  | "Scattered (Digital Download)" - Phát hành: 20 tháng 10 năm 2006 - Nhãn đĩa: Freeman Records - U.S. sales: - |
| Elliott Yamin              | "This Christmas (Digital Download)" - Phát hành: 6 tháng 12 năm 2006 - Nhãn đĩa: Pulse Recording and Three Ring Projects - Chart Positions: #167 (Hot Digital Songs) - U.S. sales: - 87,000                             |
| Katharine McPhee           | "I Lost You"/"Dangerous" (Wal-Mart) - Phát hành: 19 tháng 12 năm 2006 - Nhãn đĩa: RCA Records - U.S. sales: - |
| Patrick Hall               | One for the Ages (LP) - Phát hành: tháng 2 năm 2007 - Nhãn đĩa: Ni-Fi Records - U.S. sales: - |
| Josh Royse                 | Memories - Phát hành: 2009 - Nhãn đĩa: Independent |
| David Radford              | Swing on By (LP) - Phát hành: 2007 - Nhãn đĩa: independent |
| Stevie Scott               | Stevie Scott (EP) - Phát hành: 29 tháng 7 năm 2008 - Nhãn đĩa: Heat Rocc Entertainment - U.S. sales: - |
| Brianna Taylor             | Brianna Taylor (EP) - Phát hành: 3 tháng 6 năm 2008 - Nhãn đĩa: Chamberlain Records - U.S. sales: 60,000 |
| Stephanie White            | Knee Deep InSanity (CD Baby) - Phát hành: 12 tháng 10 năm 2007 - Nhãn đĩa: independent - U.S. sales: - 1,000+ vào tháng 4 năm 2008 - Notes: lead singer of her band, Stephanie White and the New Jersey Philth Harmonic |
| Ace Young                  | Ace Young - Phát hành: 15 tháng 7 năm 2008 - Nhãn đĩa: Pazzo Music - U.S. sales: 8,700 |